# Uromyces dactyloctenii
Uromyces dactyloctenii ist eine Ständerpilzart aus der Ordnung der Rostpilze (Pucciniales). Der Pilz ist ein Endoparasit der Süßgräser Dactyloctenium aegyptium und Microchloa indica. Symptome des Befalls durch die Art sind Rostflecken und Pusteln auf den Blattoberflächen der Wirtspflanzen. Sie ist pantropisch verbreitet.

## Merkmale

### Makroskopische Merkmale
Uromyces dactyloctenii ist mit bloßem Auge nur anhand der auf der Oberfläche des Wirtes hervortretenden Sporenlager zu erkennen. Sie wachsen in Nestern, die als gelbliche bis braune Flecken und Pusteln auf den Blattoberflächen erscheinen.

### Mikroskopische Merkmale
Das Myzel von Uromyces dactyloctenii wächst wie bei allen Uromyces-Arten interzellulär und bildet Saugfäden, die in das Speichergewebe des Wirtes wachsen. Aecien oder Spermogonien der Art sind nicht bekannt. Die zimtbraunen Uredien des Pilzes wachsen unterseitig auf den Wirtsblättern. Ihre goldenen bis zimtbraunen Uredosporen sind 23–27 × 20–23 µm groß, meist breitellipsoid und stachelwarzig. Die Telien der Art sind schwärzlich und spät offenliegend. Die kastanienbraunen Teliosporen sind einzellig, eiförmig bis breitellipsoid und 24–28 × 18–22 µm groß. Ihre Stiele sind farblos bis gelblich und bis zu 25 µm lang.

## Verbreitung
Das bekannte Verbreitungsgebiet von Uromyces dactyloctenii umfasst die Tropen Südamerikas, Zentralafrika und die Philippinen. Auch auf mehreren pazifischen Inseln (z. B. Samoa, Nauru und Salomonen) wurde die Art gefunden.

## Ökologie
Die Wirtspflanzen von Uromyces dactyloctenii sind Dactyloctenium aegyptium und Microchloa indica. Der Pilz ernährt sich von den im Speichergewebe der Pflanzen vorhandenen Nährstoffen, seine Sporenlager brechen später durch die Blattoberfläche und setzen Sporen frei. Die Art verfügt über einen Entwicklungszyklus, von dem bislang lediglich Telien und Uredien sowie deren Wirt bekannt sind; Spermogonien und Aecien konnten dem Pilz nicht zugeordnet werden.